# Shin Kamen Rider
Shin Kamen Rider (シン・仮面ライダー?, Shin Kamen Raidā), o Shin Masked Rider nell'adattamento internazionale, è un film giapponese del 2023 scritto e diretto da Hideaki Anno.
La pellicola appartiene al genere tokusatsu e alla serie di Kamen Rider, creata da Shōtarō Ishinomori e prodotta dalla Toei, della quale celebra il cinquantesimo anniversario. È anche un reboot della serie originale del 1971, e il quarto e ultimo film dello Shin Japan Heroes Universe di Hideaki Anno, dopo Shin Godzilla (2016), Evangelion: 3.0+1.0 Thrice Upon a Time (2021) e Shin Ultraman (2022, inedito in Italia), nonché il primo ad essere stato realizzato senza la collaborazione di Shinji Higuchi. È il primo film del personaggio di Kamen Rider distribuito ufficialmente in Italia.

## Trama
Il motociclista Takeshi Hongo viene rapito dalla Sustainable Happiness Organization with Computational Knowledge Embedded Remodeling (SHOCKER), una sinistra organizzazione segreta che trasforma gli esseri umani in ibridi animali sintetici sottoposti al lavaggio del cervello noti come Augments o Augs. Hongo viene trasformato in Cavalletta-Aug 01, ma è presto liberato da Ruriko Midorikawa, un'ex membro di SHOCKER, prima che gli venga fatto il lavaggio del cervello. SHOCKER invia uno dei suoi agenti, Ragno-Aug, a recuperarli e cattura subito Ruriko, ma questa viene salvata da Hongo dopo aver attivato i suoi nuovi poteri attraverso la propria tuta.
I due si ritirano in una casa sicura dove incontrano il padre di Ruriko, il dottor Hiroshi Midorikawa. Egli rivela che Hongo è il suo capolavoro Augment per sconfiggere l'organizzazione e che è stato scelto proprio perché Hongo desiderava essere più forte in seguito all'uccisione di suo padre, un poliziotto, per mano di un sospetto che stava cercando di placare; il professore spiega anche che la fonte di vita "prana" consente a Hongo di sfruttare una forza sovrumana. Vengono però scoperti da Ragno-Aug, che uccide il dottor Midorikawa e rapisce nuovamente Ruriko. Dopo aver elaborato i recenti eventi, Hongo giura di usare i suoi poteri per il bene e abbandona il titolo di Grasshopper-Aug soprannominandosi "Kamen Rider" (lett. "Cavaliere Mascherato" o "Ciclista Mascherato"). Nonostante Kamer Rider sconfigga Ragno-Aug, Ruriko non si fida di Hongo, ma per necessità cede a fare affidamento sulle sue capacità.
Successivamente, due agenti governativi senza nome si avvicinano a Hongo e Ruriko e li convincono a formare un'alleanza per abbattere SHOCKER, in cambio di sicurezza e informazioni. Ruriko rivela che SHOCKER è una società segreta originariamente creata da un miliardario con l'obiettivo di condurre l'umanità alla felicità. Tuttavia, il miliardario si è suicidato e ha lasciato SHOCKER nelle mani di un'intelligenza artificiale che ha interpretato male la volontà dei suoi creatori, credendo che la salvezza dell'umanità risieda nella sottomissione. Su richiesta del governo, Hongo e Ruriko sconfiggono diversi Aug, inclusa l'unica amica di Ruriko Hiromi, che è stata trasformata in Vespa-Aug. Quando Hongo si rifiuta di ucciderla, Vespa-Aug viene colpita da uno degli agenti senza nome usando il veleno di Scorpione-Aug. Più tardi, il fratello di Ruriko, Ichiro, si risveglia come Farfalla-Aug prima che lei abbia la possibilità di completare un codice che potrebbe sopprimerlo. Ichiro uccide diversi agenti governativi inviando le loro anime in una dimensione infernale chiamata Regno Habitat. Ruriko rivela che intende fare lo stesso con l'umanità perché sua madre è stata uccisa in modo casuale, un incidente che ha reso Ichiro indignato verso l'umanità.
Hongo e Ruriko tentano di affrontare Ichiro, ma sono allo stremo, e Hongo viene ostacolato dal nuovo arrivato di SHOCKER Hayato Ichimonji, trasformato in Cavalletta-Aug 02. Hongo fugge con Ruriko ma viene mutilato da Ichimonji; ciò nonostante, Ruriko riesce a liberare Ichimonji dal lavaggio del cervello di SHOCKER. Non molto tempo dopo, Ruriko viene uccisa da KK-Aug, che viene presto ucciso da Ichimonji. Dopo essersi ripreso, Hongo vede le ultime volontà di Ruriko tramite il suo elmo; rivela di aver perso contro Ichiro perché il suo prana ha superato il suo, che ha trasferito un codice nell'elmo di Hongo con il quale avrebbe neutralizzato Ichiro e confida che il suo tempo con Hongo l'ha resa davvero felice. Dopo che Hongo piange la sua morte, non riesce a convincere Ichimonji a lavorare con lui contro SHOCKER e chiede un favore ai due agenti senza nome prima di affrontare Ichiro.
Hongo cade in un'imboscata da parte di uno squadrone di Cavallette-Aug ma viene salvato da Ichimonji, il quale, facendosi chiamare "Kamen Rider No. 2", decide di collaborare per sconfiggere SHOCKER. Quando affrontano Ichiro, questi si trasforma nella sua forma completa, Kamen Rider No. 0, che dimostra di essere potente nonostante Hongo e Ichimonji distruggano la sua fonte di prana. I due riescono a rimuovere l'elmo di Ichiro e a sostituirlo con quello di Hongo, tramite cui Ichiro interagisce con l'anima di Ruriko e i due si riconciliano. Dopo aver esercitato all'estremo il loro prana, sia Ichiro che Hongo muoiono. Successivamente, i due agenti governativi onorano il favore di Hongo, lasciando in eredità il suo elmo a Ichimonji. Essi rivelano di aver assicurato l'anima di Ruriko in un luogo sicuro e che Hongo voleva che Ichimonji portasse avanti il nome di "Kamen Rider" affinché sconfiggesse definitivamente la SHOCKER. Ichimonji accetta con riluttanza di lavorare con i due agenti, che si identificano come Tachibana e Taki. Con una nuova tuta e una versione rinnovata dell'elmo di Hongo, Ichimonji interagisce con quest'ultimo, il quale ha trasferito la sua anima nell'elmo. Così i due, ora conosciuti come "Kamen Rider No. 2+1", cavalcano verso un tramonto pieno di speranza.

## Produzione
Anno ha proposto per la prima volta Shin Kamen Rider dopo essersi avvicinato al produttore di Toei Muneyuki Kii durante la produzione del suo film del 2012 Evangelion: 3.0 You Can (Not) Redo. La pianificazione del film è iniziata nel 2015 con Anno come regista e sceneggiatore. Toei inizialmente puntava a distribuirlo nel 2021, per il cinquantesimo anniversario della serie Kamen Rider, ma la produzione è stata ritardata a causa della pandemia di COVID-19.
Il film è stato annunciato in una conferenza stampa il 3 aprile 2021, il cinquantesimo anniversario del primissimo episodio della serie. Anno, cresciuto con la serie originale di Kamen Rider del 1971, ha espresso la sua ammirazione per il franchise, definendolo "epocale" ed esprimendo il desiderio di "restituire in qualche modo". Il produttore esecutivo Shinichirō Shirakura ha svelato la prima locandina, illustrata da Mahiro Maeda, così come i piani per un'uscita giapponese nel marzo 2023.
Nel settembre 2021, l'account Twitter ufficiale del film ha annunciato che la sceneggiatura era completa e che le riprese sarebbero iniziate presto. Il 10 ottobre, l'account Twitter ufficiale del film ha rivelato che Hayato Ichimonji/Kamen Rider 2 sarebbe apparso nel film. Il 1 gennaio 2022, è stato rivelato che Tasuku Emoto avrebbe ottenuto il suo ruolo.
Il design di Kamen Rider nel film è stato curato dal regista Hideaki Anno, Mahiro Maeda e Ikuto Yamashita. Sono stati presi in considerazione diversi approcci per modernizzare il design, ma i designer hanno ritenuto di essersi avvicinati troppo a precedenti rivisitazioni come Kamen Rider: The First e Kamen Rider Black. Alla fine hanno deciso di tornare "alle origini", mantenendo il design generale dell'abito originale del 1971 con solo delle piccole modifiche.
Yamashita ha anche disegnato la versione del film del Cyclone, la motocicletta di Kamen Rider. È stato inizialmente proposto l'uso di un mezzo generato completamente in computer grafica, ma alla fine è stata scartata a causa di preoccupazioni riguardanti il budget e lo screentime. Il designer si è reso conto che sarebbe stato impossibile ricreare fedelmente la silhouette originale di Cyclone con una moto moderna, pertanto la produzione si è concentrata sulla ricerca di un veicolo pratico adatto alle sequenze d'azione del film, che poi è servito come base per il design di Yamashita.
Yutaka Izubuchi, un designer veterano che ha lavorato al precedente film reboot, Kamen Rider: The First, ha progettato Ragno-Aug, l'incarnazione del film dell'iconico nemico Spider Man della serie originale.
Le riprese sono iniziate il 3 ottobre 2021. Mentre l'account Twitter ufficiale del film ha dichiarato che le riprese sono terminate alla fine del 2021, Anno ha dichiarato di averle completate alla fine di gennaio 2022.
Gli effetti speciali per il film sono stati realizzati dalla Shirogumi.

## Distribuzione
Il primo teaser è stato svelato in una conferenza stampa il 30 settembre, insieme al casting dei protagonisti Ikematsu e Hamabe. Il teaser è una fedele ricreazione della sequenza del titolo di apertura della serie originale, e ha rivelato i design di Kamen Rider, la sua motocicletta Cyclone e l'iconico cattivo Spider Man. Nel febbraio 2022, Toho, Khara, Toei e Tsuburaya Productions hanno annunciato un progetto collaborativo chiamato "Shin Japan Heroes Universe" per merchandising, eventi speciali e tie-in. Il progetto unisce film ai quali Anno ha lavorato che contengono la parola "Shin" (シ ン ・) nel titolo, come Evangelion: 3.0+1.0 Thrice Upon a Time, Shin Godzilla, Shin Ultraman e Shin Kamen Rider. Una statua raffigurante l'incarnazione del film di Kamen Rider è stata esposta accanto a una statua dell'incarnazione di Godzilla del 2016 e una statua dell'incarnazione di Ultraman del 2022 come parte della mostra Hideaki Anno all'Abeno Harukas Art Museum, situato ad Abeno-ku, Osaka.
Il poster per l'uscita nelle sale e un secondo trailer, oltre a ulteriori informazioni sul casting, sono stati rivelati il 13 maggio 2022, contemporaneamente all'uscita nelle sale di Shin Ultraman.
Shin Kamen Rider è stato presentato in anteprima in sale giapponesi selezionate il 17 marzo 2023 alle 18:00 ed è uscito a livello nazionale il giorno successivo. Il cast ha avuto un "saluto sul palco" nella data precedente e il film è stato proiettato in sale IMAX, 4DX e Dolby Cinema. Nell'aprile 2021, Shirakura ha dichiarato che il film sarebbe uscito a livello internazionale, ma anche che la data esatta non era stata ancora decisa. Il film è uscito nelle sale negli Stati Uniti il 31 maggio 2023, distribuito da Fathom Events. Sarà proiettato in Indonesia il 30 giugno, nelle Filippine il 5 luglio, in Malesia il 6 luglio e a Singapore il 20 luglio.
In Italia il film è distribuito via streaming in esclusiva su Amazon Prime Video, dal 21 luglio 2023. Amazon Prime Video ha acquisito i diritti del film per oltre 200 paesi.

## Accoglienza
Al momento della sua uscita, si prevedeva che il film avrebbe incassato 2 miliardi di yen, solo la metà dell'importo incassato al botteghino da Shin Ultraman, il precedente film dello Shin Japan Heroes Universe sceneggiato da Anno. Shin Kamen Rider ha aperto al secondo posto al botteghino giapponese (dietro Il mio matrimonio felice), incassando 542 milioni di yen nei primi tre giorni dalla sua uscita. Il film è rimasto al terzo posto al botteghino giapponese (dietro Everything Everywhere All at Once e Il mio matrimonio felice), per poi tornare al secondo posto il 27 marzo 2023. Il 3 aprile 2023, Mikikazu Komatsu di Crunchyroll ha dichiarato che il film "era sceso di due posizioni al quinto nel suo terzo fine settimana, con un totale lordo cumulativo di 1,5 miliardi di yen (11,66 milioni di dollari). L'accoglienza nella comunità otaku è stata molto più tiepida rispetto ai due precedenti film Shin, e la performance finale al botteghino poteva non raggiungere nemmeno i due miliardi di yen inizialmente previsti quando è uscito." Tuttavia, il 24 aprile 2023, è stato annunciato che il film era diventato il maggior incasso della serie Kamen Rider, avendo guadagnato 2,02 miliardi di yen al botteghino.
Il film ha ricevuto recensioni per lo più positive dalla critica e recensioni contrastanti dal pubblico. Hajime Kasai di IGN Japan gli ha assegnato un punteggio di 7/10, affermando che "sembra aver ampliato la visione disumana del mondo di Hideaki Anno" e lo ha fatto "più che nella serie Evangelion". Matt Schley di The Japan Times ha assegnato al film un punteggio di 3,5/5, affermando che nonostante sia "molto per due ore di divertimento al cinema" è una "leggera delusione per coloro che hanno visto Anno al suo meglio". Schley ha scritto: "È roba piuttosto stupida, e Anno abbraccia il camp in stile anni '70 fino in fondo. Questa non è una parodia, però: si sta divertendo, non sta scherzando. Il rispetto per il materiale è evidente, e sono sicuro che ci sono molti easter egg e riferimenti per i fan di "Kamen Rider". Richard Eisenbeis di Anime News Network ha assegnato al film una valutazione complessiva di B+, definendolo "un film solido e una lettera d'amore a uno dei nonni dei programmi TV tokusatsu".

## Sequel
Hideaki Anno si è detto aperto a un sequel, e ha aggiunto che sarà pronto a realizzarne uno se Toei lo richiederà. Aveva iniziato a pianificarlo mentre scriveva Shin Kamen Rider: il titolo provvisorio è Shin Kamen Rider: Masker World (シン・仮面ライダー ?, Shin Kamen Rider: Masukā Wārudo).

### Annotazioni
1. ↑  La parola "Shin" nel titolo ha diversi significati, come  "nuovo" (新), "vero" (真), e "dio" (神).[1] Conosciuto anche come Shin Masked Rider.[2][3]
2. ↑  Conosciuto in Giappone come Shin Evangelion gekijoban. È l'unico film della serie Rebuild of Evangelion a utilizzare la parola "Shin" (シン・), già usata in Shin Godzilla, Shin Ultraman e Shin Kamen Rider.

### Fonti
1. ↑   Mikikazu Komatsu, Toho Opens Official Website for 2016 "Shin Godzilla" Film, su crunchyroll.com, Crunchyroll, 23 settembre 2015. URL consultato il 12 giugno 2022 (archiviato dall'url originale il 28 gennaio 2021).
2. ↑  (JA) 1周年を迎えた『シン・ジャパン・ヒーローズ・ユニバース』の体験型イベント「シン・ジャパン・ヒーローズ・アミューズメントワールド」3月18日(土)から東京・池袋で開催決定！, in Shin Japan Heroes Universe, 14 febbraio 2023. URL consultato il 16 febbraio 2023 (archiviato dall'url originale il 17 febbraio 2023).
3. ↑  (JA) 来場御礼！最終入場者プレゼント『シン・仮面ライダー』×『エヴァンゲリオン』リバーシブルミニポスター4枚セット（A4サイズ）。5/19（金）〜配布決定。, su Shin Kamen Rider, 15 maggio 2023. URL consultato il 22 giugno 2023 (archiviato dall'url originale il 15 maggio 2023).
4. 1 2 3  (JA) 「シン・仮面ライダー」2023年3月公開で発表！, su Ishimori Productions, 9 aprile 2021. URL consultato il 30 settembre 2021.
5. ↑  (EN) Godzilla, Evangelion, Ultraman, and Kamen Rider to Collaborate in Shin Japan Heroes Universe Project, su Crunchyroll, 13 febbraio 2022. URL consultato il 7 marzo 2022.
6. 1 2   Shin Kamen Rider: il film di Hideaki Anno dal 21 luglio su Prime Video, su AnimeClick.it, 22 giugno 2023. URL consultato il 23 giugno 2023.
7. 1 2   (EN) TOEI TOKUSATSU WORLD OFFICIAL, "KAMEN RIDER 50th Anniversary Commemoration Project" Press Conference (with English Sub), 9 aprile 2021. URL consultato il 23 giugno 2023.
8. ↑  (JA) 『シン・仮面ライダー』企画の経緯・制作状況は？庵野秀明の企画メモから6年, su Cinema Today, 30 aprile 2023. URL consultato il 30 settembre 2021.
9. ↑  (JA) 庵野秀明が監督・脚本！「シン・仮面ライダー」製作決定, su Comic Natalie, 3 aprile 2021. URL consultato il 30 settembre 2021.
10. ↑  (EN) HIDEAKI ANNO WILL NEXT TACKLE SHIN KAMEN RIDER, su Nerdist Industries, 5 aprile 2023. URL consultato il 1º ottobre 2021.
11. ↑  (EN) First Look At Hideaki Anno's Kamen Rider, su Kotaku, 30 settembre 2021. URL consultato il 3 maggio 2022.
12. ↑  (EN) In Shin Kamen Rider's First Trailer, Hideaki Anno Is Just Living His Best Life, su Gizmodo, 30 settembre 2021. URL consultato il 1º ottobre 2021.
13. ↑   https://www.youtube.com/watch?v=g1CNEK_F2oQ.
14. ↑  (JA) Shin Kamen Rider [Shin_KR], X, 23 settembre 2021,  https://x.com/Shin_KR/status/1440828362360905736.
15. ↑  (JA) Shin Kamen Rider [Shin_KR], X, 10 ottobre 2021,  https://x.com/Shin_KR/status/1447049263666450432.
16. ↑  (JA) Shin Kamen Rider [Shin_KR], X, 1º gennaio 2022,  https://x.com/Shin_KR/status/1477225587760668672.
17. ↑  (JA) Khara [khara_inc2], X, 1º ottobre 2021,  https://x.com/khara_inc2/status/1443895101193814016.
18. ↑  (JA) Khara [khara_inc2], X, 1º ottobre 2021,  https://x.com/khara_inc2/status/1443893856538267657.
19. ↑  (JA) Khara [khara_inc2], X, 1º ottobre 2021,  https://x.com/khara_inc2/status/1443894503048298501.
20. ↑  (JA) Khara [khara_inc2], X, 1º ottobre 2021,  https://x.com/khara_inc2/status/1443895101193814016.
21. ↑  (JA) Khara [khara_inc2], X, 1º ottobre 2021,  https://x.com/khara_inc2/status/https://twitter.com//status/1443865564737273856.
22. ↑  (JA) Khara [khara_inc2], X, 1º ottobre 2021,  https://x.com/khara_inc2/status/https://twitter.com//status/1443864113034055688.
23. ↑  (JA) Khara [khara_inc2], X, 1º ottobre 2021,  https://x.com/khara_inc2/status/https://twitter.com//status/1443864761309941764.
24. ↑  (JA) Yahoo,  https://web.archive.org/web/20211006212510/https://news.yahoo.co.jp/articles/fc7e7e7f4617a682bea1596725d501d80289becd. URL consultato il 6 ottobre 2021 (archiviato dall'url originale il 6 ottobre 2021).
25. ↑  (JA) Anime Tokusatsu Archive Center [Info_ATAC], X, 5 dicembre 2021,  https://x.com/Info_ATAC/status/1471023957453471746.
26. ↑  (JA) Shin Kamen Rider [shin_kr], X, 3 ottobre 2022,  https://x.com/shin_kr/status/1576769006572343299.
27. ↑  (JA) Shin Kamen Rider [Shin_KR], X, 10 gennaio 2022,  https://x.com/Shin_KR/status/1480449330695729153.
28. ↑  (JA) Hideaki Anno, Shin Ultraman Design Works, Shōan, GroundWorks, 2022,  p. 75, ISBN 978-4905033288.
29. ↑  (JA) シン・仮面ライダー, su shirogumi.com. URL consultato il 26 marzo 2023.
30. ↑  (JA) 庵野秀明監督「シン・仮面ライダー」浜辺美波選んだのは東宝のカレンダー, in Nikkan Sports, 30 settembre 2021. URL consultato il 23 giugno 2023.
31. ↑   『シン・仮面ライダー』蜘蛛男が登場内定 庵野秀明監督、ほかの怪人は「ナイショ」, su oricon.co.jp, 30 settembre 2021. URL consultato il 30 settembre 2021.
32. ↑  (JA) Fukui Shimbun,  https://web.archive.org/web/20210930092534/https://www.fukuishimbun.co.jp/articles/-/1408198. URL consultato il 23 giugno 2023 (archiviato dall'url originale il 30 settembre 2021).
33. ↑  (EN) Evangelion creator’s new Kamen Rider movie looks gloriously retro, su Polygon. URL consultato il 1º ottobre 2021.
34. ↑  (EN) Hideaki Anno's Shin Kamen Rider Film Casts Sousuke Ikematsu, Minami Hamabe, su Anime News Network, 30 settembre 2021. URL consultato il 1º ottobre 2021.
35. ↑   Godzilla, Evangelion, Ultraman, and Kamen Rider to Collaborate in Shin Japan Heroes Universe Project, su Crunchyroll, 13 febbraio 2022. URL consultato il 7 marzo 2022.
36. ↑  (JA) Yahoo,  https://web.archive.org/web/20220307184829/https://www.yahoo.com/lifestyle/hideaki-anno-launches-shin-japan-065553502.html. URL consultato il 7 marzo 2022 (archiviato dall'url originale il 7 marzo 2022).
37. ↑  (JA) シン・ウルトラマン、シン・ゴジラ、シン・仮面ライダーがそろい踏み! 『庵野秀明展』を特撮ライターが解説, su MyNavi, 1º ottobre 2021. URL consultato il 6 ottobre 2021.
38. 1 2  (JA) Shin Kamen Rider [Shin_KR], X, 13 maggio 2022,  https://x.com/Shin_KR/status/1524952371599933445.
39. 1 2  (JA) 「シン・仮面ライダー」で森山未來が浜辺美波の兄に、西野七瀬はハチオーグ役, su Natalie, 10 febbraio 2023. URL consultato l'11 febbraio 2023.
40. ↑  (EN) Hideaki Anno's Shin Kamen Rider Announces Release Date on 50th Anniversary of Final Episode, su Crunchyroll, 10 febbraio 2023. URL consultato l'11 febbraio 2023.
41. ↑  (EN) ‘Shin Kamen Rider’ Getting a US Theatrical Release in May?, su Bloody Disgusting, 17 aprile 2023. URL consultato il 17 aprile 2023.
42. ↑  (EN) Anime News Network,  https://www.animenewsnetwork.com/daily-briefs/2023-04-17/amc-theaters-cinemark-regal-list-shin-kamen-rider-film-for-u.s-release-in-may/.197185. URL consultato il 17 aprile 2023.
43. ↑  (JA) 最新情報｜『シン・仮面ライダー』公式サイト, su Shin Kamen Rider, 19 giugno 2023. URL consultato il 21 giugno 2023.
44. 1 2  (EN) Mikikazu Komatsu, Japan Box Office Top 10: Doraemon: Nobita's Sky Utopia Repeats at No.1 Again, su Crunchryroll, 30 aprile 2023. URL consultato il 10-14-2023.
45. ↑  (EN) Live-Action My Happy Marriage Film Opens at #1, Shin Kamen Rider Opens at #2, su Anime News Network, 21 marzo 2023. URL consultato il 26 marzo 2023.
46. ↑  (JA) 映画ランキング・映画興行収入 - 映画.com, su Eiga.com. URL consultato il 26 marzo 2023.
47. ↑  (JA) 「わたしの幸せな結婚」が首位！ 「ロストケア」「シング・フォー・ミー、ライル」がジャンプアップ【映画.comアクセスランキング】, su Eiga.com, 27 marzo 2023. URL consultato il 27 marzo 2023.
48. ↑  (EN) Shin Kamen Rider Film Becomes Highest-Earning Kamen Rider Film, su Anime News Network. URL consultato il 27 aprile 2023.
49. ↑  (JA) Hajime Kasai, シン・仮面ライダー - レビュー, su IGN Japan. URL consultato il 26 marzo 2023.
50. ↑  (EN) Matt Schley, ‘Shin Kamen Rider’: Superhero romp is fun but not much else, in The Japan Times, 23 marzo 2023.
51. ↑  (EN) Richard Eisenbeis, Shin Kamen Rider, su Anime News Network, 25 marzo 2023. URL consultato il 27 marzo 2023.
52. ↑  (JA) 庵野秀明監督、『シン・仮面ライダー』続編に含み 現在は白紙も「構想は残っている」, su ORICON NEWS, 10 aprile 2023. URL consultato il 12 giugno 2023.